# 28 mai
ianuarie • februarie • martie  • aprilie  • mai  • iunie  • iulie  • august  • septembrie  • octombrie  • noiembrie  • decembrie
28 mai este a 148-a zi a calendarului gregorian și ziua a 149-a în anii bisecți. Mai sunt 217 zile până la sfârșitul anului.

## Evenimente

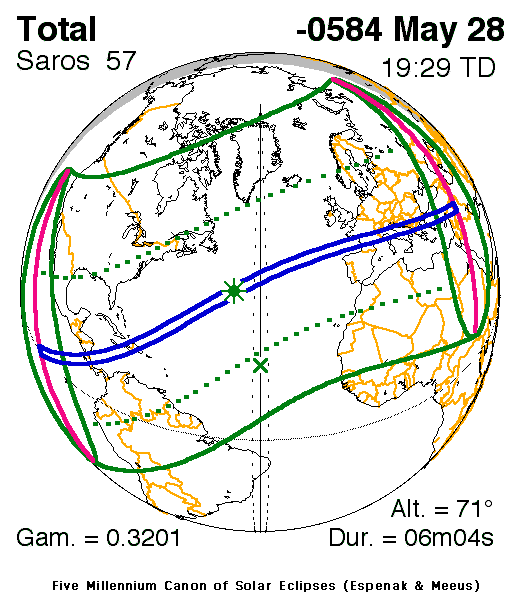
585 î.H.: În timp ce Aliattes al II-lea se luptă cu Cyaxares în Bătălia de la Halys, are loc o eclipsă solară, prezisă cu precizie de filosoful grec Thales din Milet. Potrivit lui Herodot, apariția eclipsei a fost interpretată ca un semn, lupta s-a oprit imediat și a fost încheiat un armistițiu.

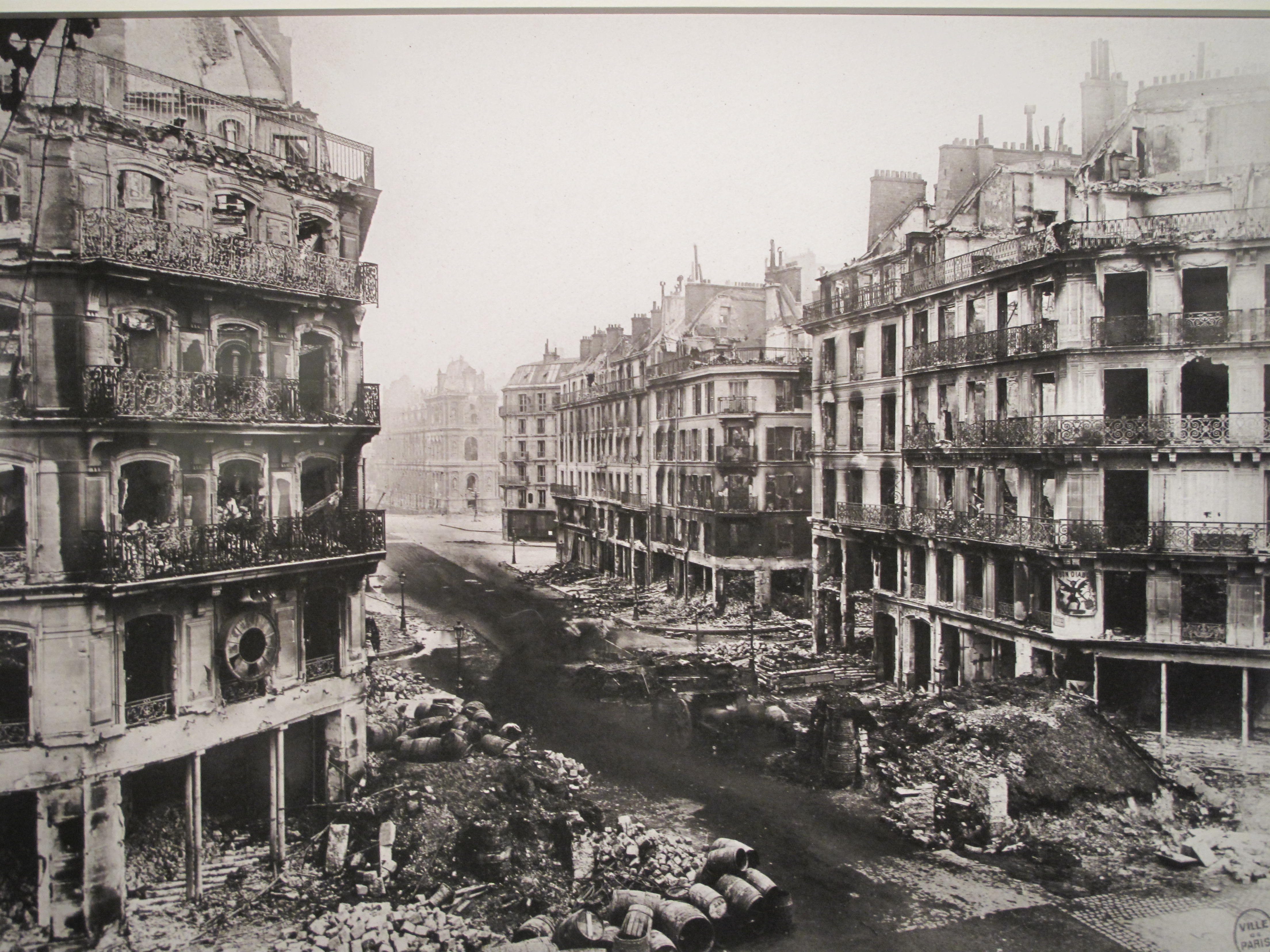
1871: Căderea Comunei din Paris. În fotografie Rue de Rivoli după luptele și incendiile Comunei din Paris.

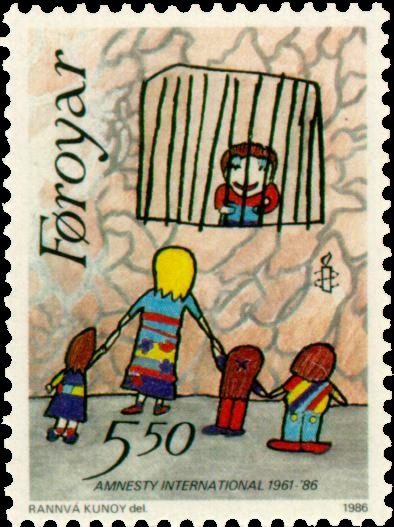
1961: Ziarul britanic The Observer a publicat articolul avocatului englez Peter Benenson intitulat "Prizonierii uitați", declanșând o campanie de scrisori ce a stat la baza înființării organizației pentru apărarea drepturilor omului Amnesty International.

- 585 î.Hr.: În timp ce Aliattes al II-lea se luptă cu Cyaxares în Bătălia de la Halys, are loc o eclipsă solară, prezisă cu precizie de filosoful grec Thales din Milet. Potrivit lui Herodot, apariția eclipsei a fost interpretată ca un semn, lupta s-a oprit imediat și a fost încheiat un armistițiu.
- 1357: Petru cel Just devine rege al Portugaliei.
- 1358: Începe insurecția antifeudală a țărănimii franceze, „Jacqueria”, condusă de Guillaume Cale.
- 1503: Iacob al IV-lea al Scoției și Margareta Tudor s-au căsătorit în conformitate cu o bulă papală emisă de către Papa Alexandru al VI-lea. A fost semnat un tratat de pace veșnică între Scoția și Anglia; pacea a durat cel puțin zece ani.
- 1588: Flota spaniolă Invincibila Armada a ridicat ancora din portul Lisabona îndreptându-se spre Canalul Mânecii cu scopul de a realiza o debarcare pe Insula Marea Britanie.
- 1812: Tratatul de la București încheie Războiul Ruso-Turc (1806–1812) cu o creștere teritorială a Rusiei. Principatul Moldovei pierde Basarabia.
- 1871: Căderea Comunei din Paris.
- 1918: Republica Democratică Azerbaidjan și Republica Democrată Armeană își declară independența.
- 1936: Matematicianul englez Alan Turing a trimis spre publicare articolul "Despre numerele calculabile cu aplicații în problema decizie", articol în care a introdus conceptul de mașină Turing, un dispozitiv abstract simplu de manipulare a simbolurilor, capabil de a simula logica oricărui algoritm rulat de un calculator.
- 1937: Este fondată fabrica germană de automobile Volkswagen (VW).
- 1940: Al Doilea Război Mondial: Bătălia Belgiei se încheie cu ocuparea Belgiei de către forțele germane, după ce armata belgiană a capitulat.
- 1940: Al Doilea Război Mondial: Forțele norvegiene, franceze, poloneze și britanice recuceresc Narvik în Norvegia. Aceasta este prima victorie a infanteriei aliate a războiului.
- 1948: Printr-un decret al guvernului Petru Groza, Regelui Mihai și membrilor familiei regale li s-a retras cetățenia română.
- 1961: Ziarul britanic The Observer a publicat articolul avocatului englez Peter Benenson intitulat "Prizonierii uitați", declanșând o campanie de scrisori ce a stat la baza înființării organizației pentru apărarea drepturilor omului Amnesty International.
- 1964: A fost creată Organizația pentru Eliberarea Palestinei (Ierusalim, 28 mai – 2 iunie 1964).
- 1968: A fost rejudecat „Procesul Pătrășcanu”; Tribunalul Suprem i-a achitat pe toți membrii „lotului Pătrășcanu”, iar Lucrețiu Pătrășcanu a fost declarat erou național
- 1971: A fost lansată stația interplanetară sovietică „Marte 3"; a devenit satelit artificial al acestei planete la 2.XII.1971 și a depus pe suprafața ei primul agregat automat care a comunicat date științifice din mediul marțian.
- 1975: Cincisprezece țări din Africa de Vest semnează Tratatul de la Lagos, crearea Comunității Economice a Statelor din Africa de Vest.
- 1977: A fost inaugurat Muzeul Tropaeum Traiani și replica monumentului triumfal roman de la Adamclisi, restaurat de un grup de specialiști români.
- 1982: Războiul din Insulele Falkland: forțele britanice înving pe cele argentiniene în Bătălia de la Goose Green.
- 1987: Celebrul zbor al unui avion pilotat de cetățeanul vest-german, Mathias Rust, care a violat spațiul aerian al URSS și a aterizat în Piața Roșie.
- 1992: A fost semnat, la București, Tratatul româno–american pentru încurajarea și protejarea reciprocă a investițiilor.
- 1993: Eritrea și Monaco se alătură Națiunilor Unite.
- 1995: Orașul rus Neftegorsk este lovit de un cutremur de 7,6 grade pe scara Richter; peste 2.000 victime, reprezentând 2/3 din totalul populației.
- 1998: Oficialitățile militare din Pakistan au efectuat primele teste cu arme nucleare.
- 1999: Scandalul dioxinei: descoperirea unor animale contaminate cu dioxină și vândute de Belgia câtorva mii de ferme din lume.
- 1999: La Milano, Italia, după 22 de ani de lucrări de restaurare, capodopera lui Leonardo da Vinci, Cina cea de Taină este expusă publicului din nou; vizitatorii au obligația de a privi de departe pânza și pot sta doar pentru 15 minute.

## Nașteri
- 1371: Ioan de Burgundia, comandant al unui corp de armată în bătălia de la Nicopole (d. 1419)
- 1524: Selim al II-lea, sultan otoman (d. 1574)
- 1604: Ecaterina de Brandenburg, principesă a Transilvaniei (d. 1649)

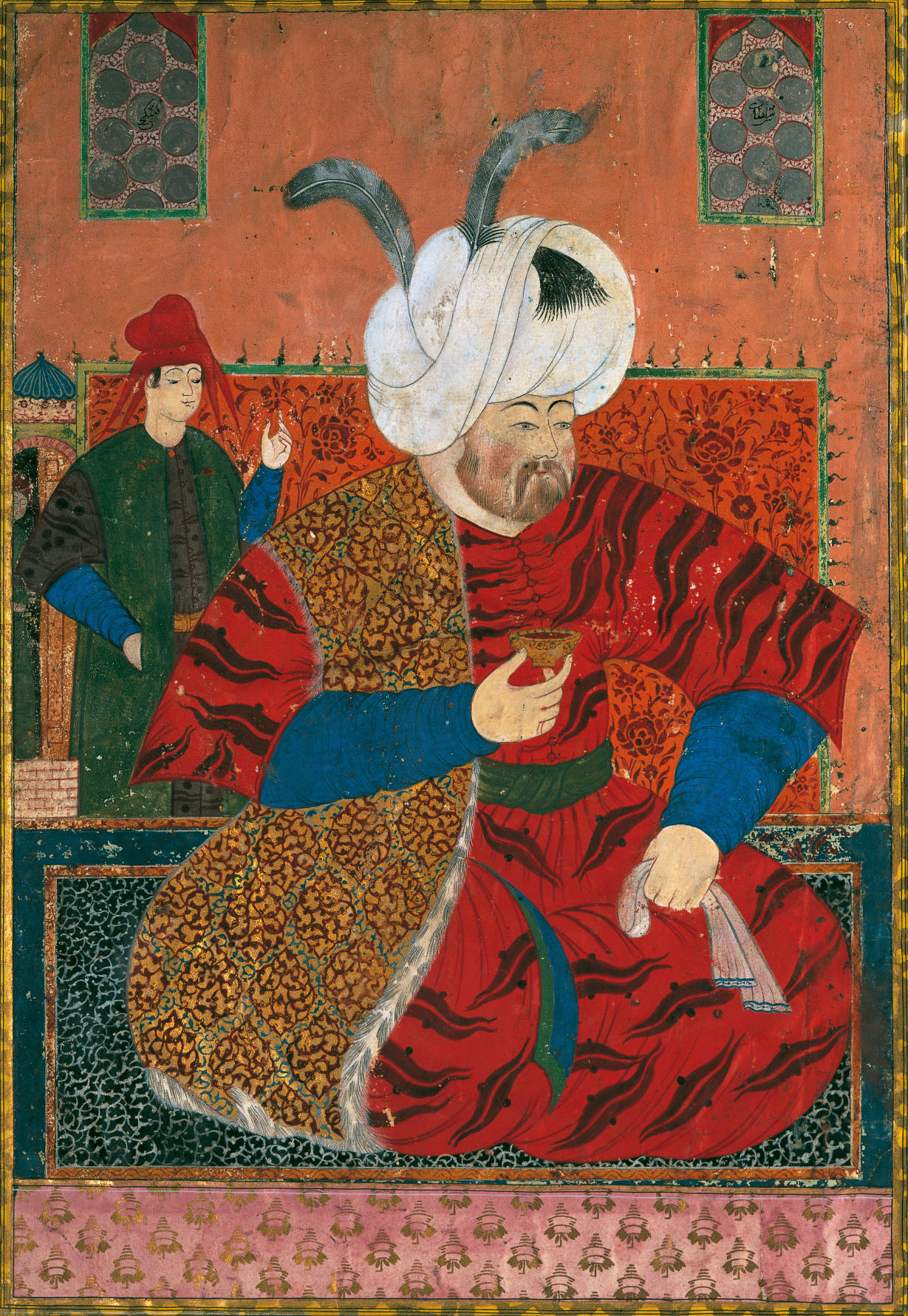
Selim al II-lea, sultan otoman
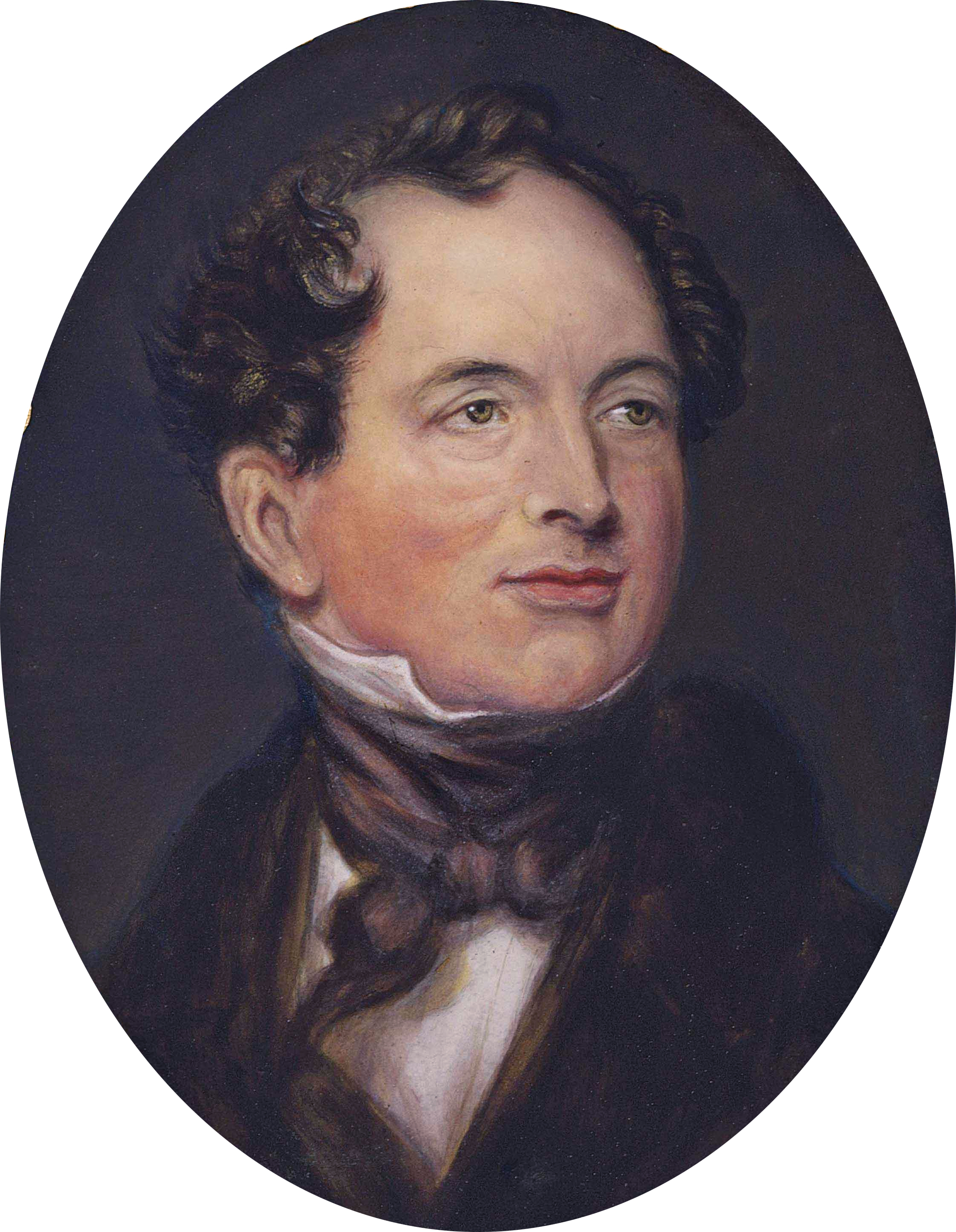
Thomas Moore, poet irlandez
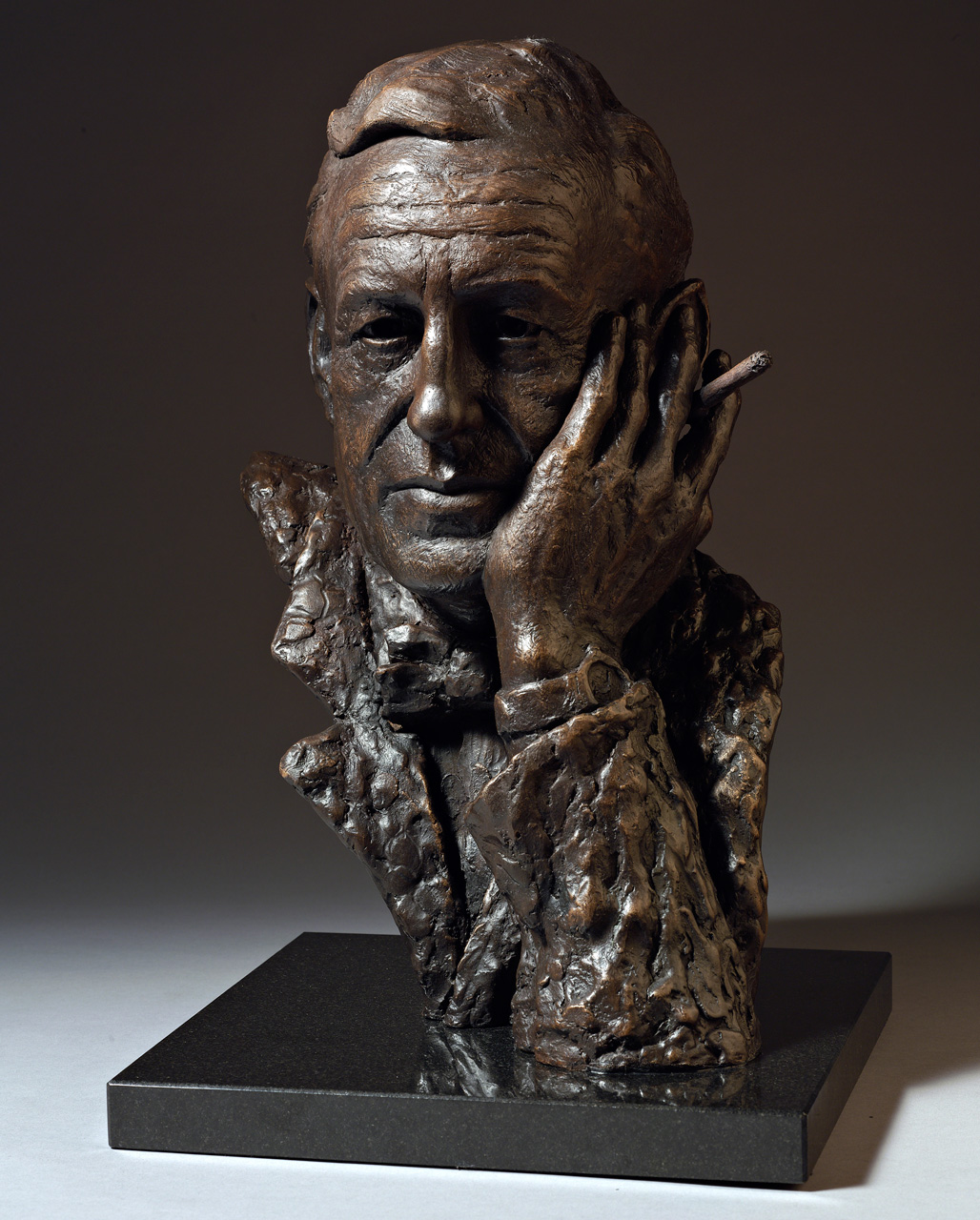
Ian Fleming, scriitor britanic

- 1660: George I al Marii Britanii, din 1714 primul rege al Marii Britanii din Casa de Hanovra (d. 1727)
- 1731: Johann August Ephraim Goeze, zoolog german (d. 1793)
- 1759: William Pitt cel Tânăr, politician englez, prim-ministru al Regatului Unit (d. 1806)
- 1779: Thomas Moore, poet irlandez (d. 1852)
- 1796: Joseph Henri Léveillé, medic, botanist, micolog, fitopatolog și ilustrator francez (d. 1870)
- 1818: Pierre Beauregard, ofițer, politician, inventator, și scriitor american (d. 1893)
- 1830: Carl Filtsch, pianist și compozitor sas (d. 1845)
- 1832: Heinrich al XIV-lea, Prinț Reuss (d. 1913)
- 1842: Theodore Ayrault Dodge,  ofițer și istoric militar american (d. 1909)
- 1853: Carl Larsson, pictor suedez (d. 1919)
- 1856: Charles Lebayle, pictor francez (d. 1898)
- 1866: Franz von Bayros, grafician, ilustrator și pictor austriac (d. 1924)
- 1874: Ernst Cassirer, filosof german (d. 1945)
- 1882: Henri Deberly, scriitor francez, câștigător al Premiului Goncourt în 1926 (d. 1947)
- 1884: Edvard Beneš, politician ceh (d. 1948)
- 1884: Marie Antoinette de Mecklenburg, membră a Casei de Mecklenburg-Schwerin (d. 1944)
- 1908: Ian Fleming, scriitor britanic (d. 1964)
- 1912: Roger Ikor, scriitor francez, câștigător al Premiului Goncourt în 1955 (d. 1986)
- 1912: Patrick White, scriitor australian, laureat al Premiului Nobel (d. 1990)
- 1912: Anișoara Odeanu, poetă, prozatoare și jurnalistă română (d. 1972)
- 1913: George Macovescu, publicist, prozator, diplomat și politician român (d. 2002)

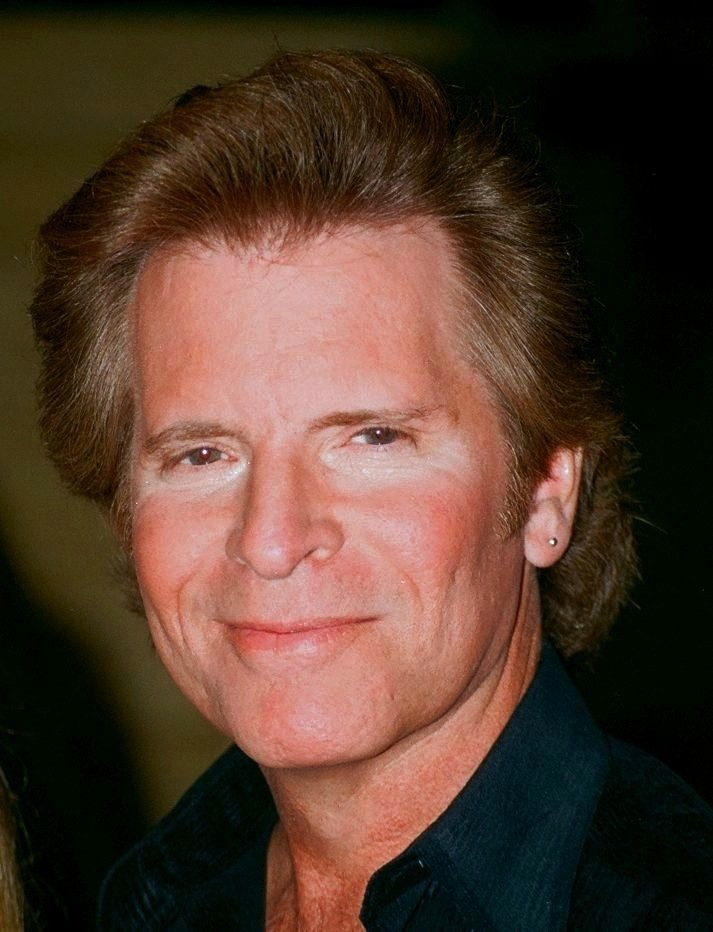
John Fogerty, compozitor-cântăreț, chitarist american (Creedence Clearwater Revival)
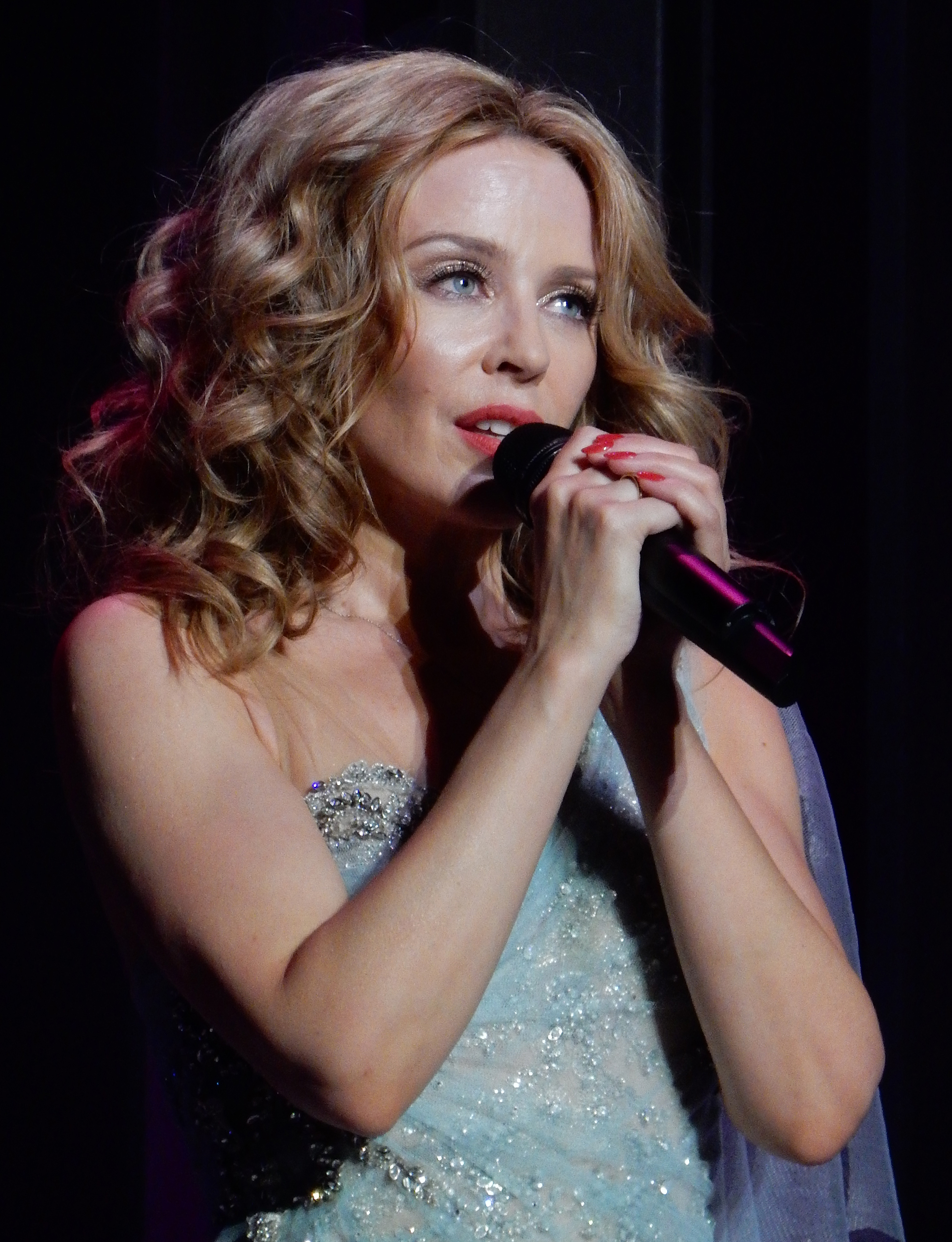
Kylie Minogue, actriță/compozitoare australiană
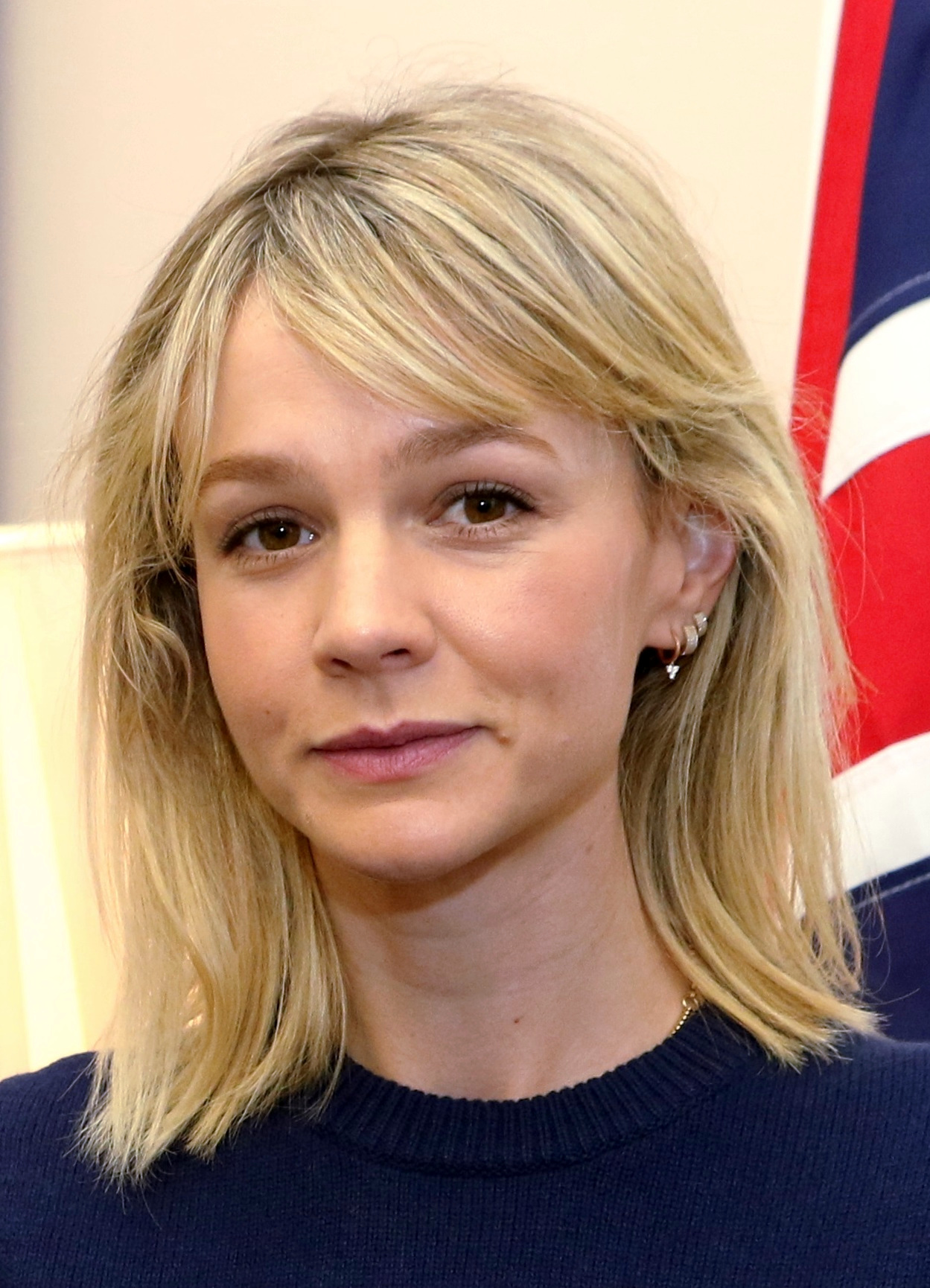
Carey Mulligan, actriță engleză

- 1922: José Craveirinha, poet mozambican (d. 2003)
- 1925: Bülent Ecevit, politician turc, prim-ministru al Turciei de cinci ori (d. 2006)
- 1928: André Schwarz-Bart, scriitor francez, câștigător al Premiului Goncourt în 1959 (d. 2006)
- 1930: Frank Drake, astronom, astrofizician american (d. 2022)
- 1945: John Fogerty, compozitor-cântăreț american, chitarist și producător (Creedence Clearwater Revival și The Golliwogs)
- 1946: Delia Budeanu,  jurnalistă și prezentatoare română de televiziune (d. 2024)
- 1955: Nicolae Robu, inginer, profesor universitar și politician român, rector al Universității „Politehnica” din Timișoara, primar al Timișoarei (2012-2020)
- 1956: George Volceanov, anglist și traducător român
- 1968: Kylie Minogue, compozitoare-cântăreață australiană, producătoare și actriță
- 1974: Tudor Chirilă, actor, cântăreț și compozitor român
- 1985: Carey Mulligan, actriță engleză
- 1988: Artur Ahmathuzin, scrimer rus
- 1999: Cameron Boyce, actor, dansator american (d. 2019)

## Decese
- 1357: Afonso al IV-lea al Portugaliei (n. 1291)
- 1750: Împăratul Sakuramachi al Japoniei (n. 1720)
- 1758: Ernst August al II-lea, Duce de Saxa-Weimar (n. 1737)
- 1767: Maria Josepha de Bavaria, soția lui Iosif al II-lea, Împărat Roman (n. 1739)
- 1805: Luigi Boccherini, violoncelist și compozitor italian (n. 1743)
- 1849: Anne Brontë, scriitoare engleză (n. 1820)
- 1864: Simion Bărnuțiu, politician român (n. 1808)
- 1878: John Russell, Conte de Russell, politician englez, prim-ministru al Regatului Unit (n. 1792)

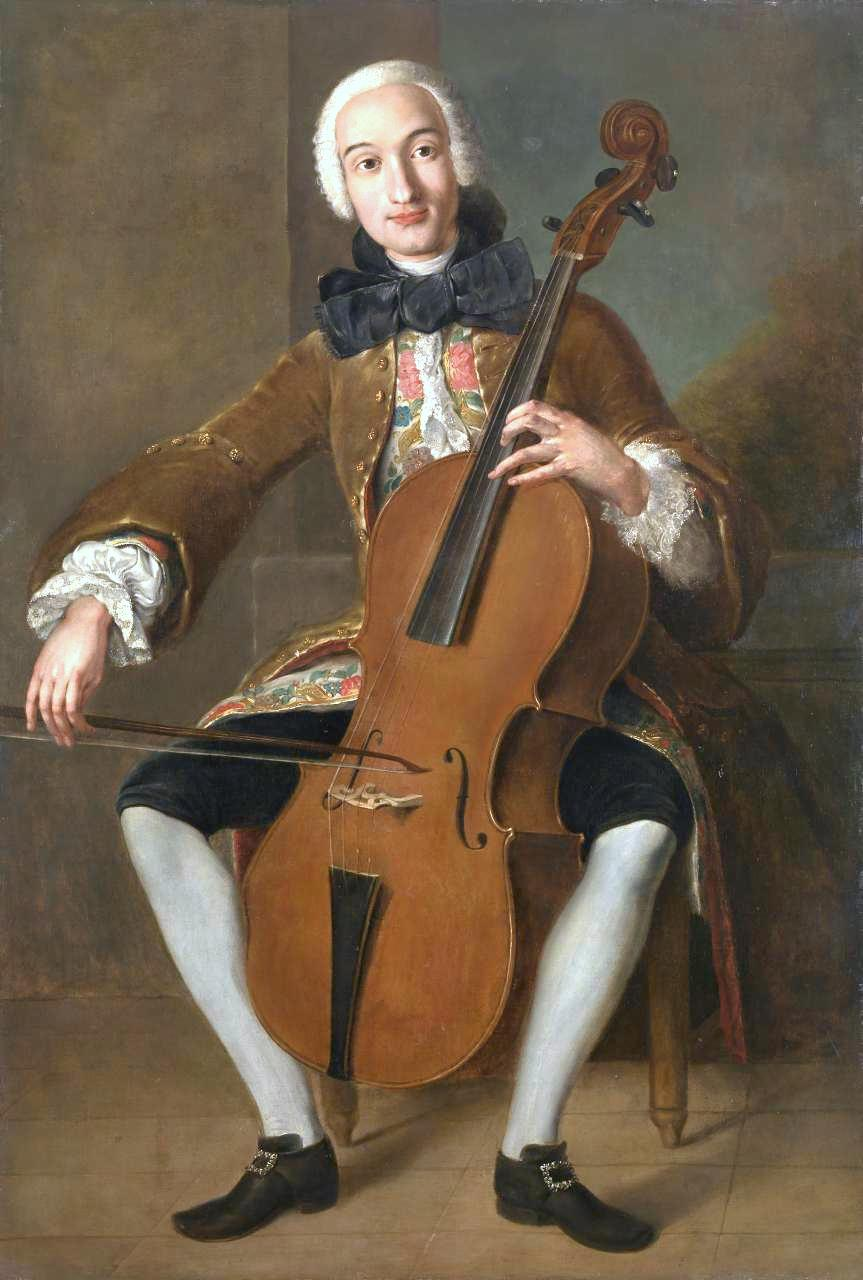
Luigi Boccherini, compozitor italian
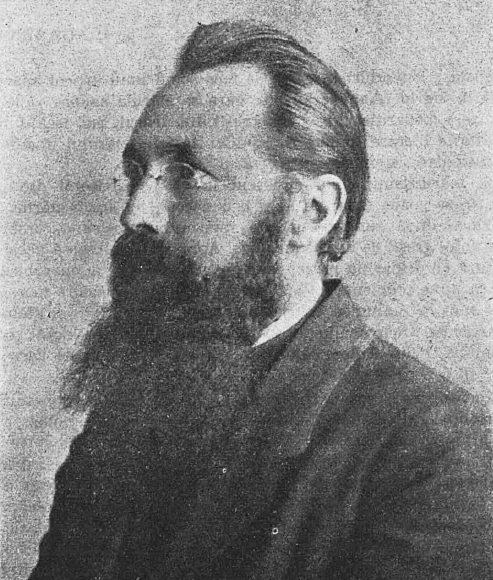
Ion Agârbiceanu, scriitor român
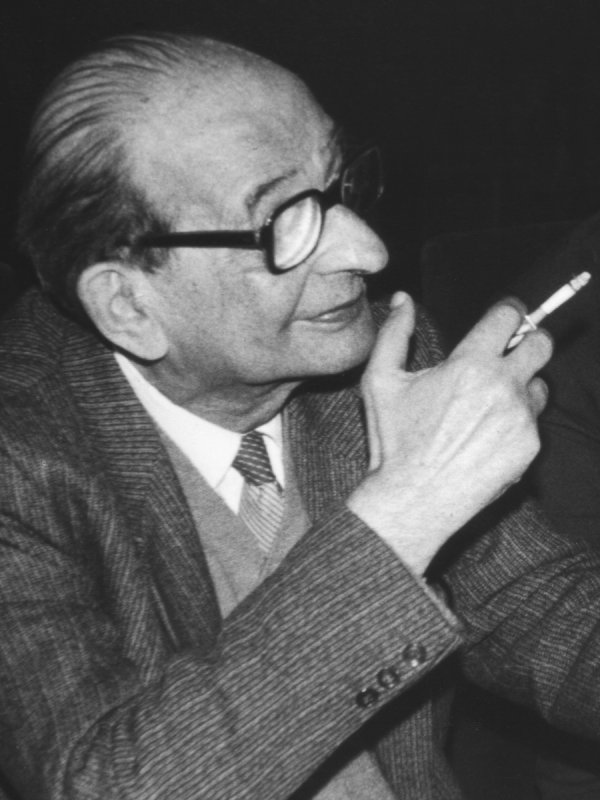
Șerban Țițeica, fizician român

- 1912: Paul Emile Lecoq de Boisbaudran, chimist francez (n. 1838)
- 1916: Ivan Franko, poet ucrainean (n. 1856)
- 1937: Alfred Adler, psihiatru austriac (n. 1870)
- 1940: Prințul Frederic Karl de Hesse, landgraf de Hesse (n. 1868)
- 1944: Prințesa Maria Josepha a Saxoniei (n. 1867)
- 1945: Valeriu Maximilian, pictor și grafician român (n. 1895)
- 1963: Ion Agârbiceanu, scriitor român, membru al Academiei Române (n. 1882)
- 1970: Iuliu Hossu, episcop, deținut politic, cardinal (n. 1885)
- 1972: Regele Eduard al VIII-lea al Regatului Unit (n. 1894)
- 1985: Șerban Țițeica, fizician român, vicepreședinte al Academiei Române (n. 1908)
- 1988: Arthur Kreindler, medic neurolog român (n. 1900)
- 2003: Ilya Prigogine, chimist și fizician belgian (n. 1917)
- 2010: Mihai Drăgănescu, inginer electronist român, membru al Academiei Române (n. 1929)
- 2014: Maya Angelou, poetă americană (n. 1928)
- 2018: Jens Christian Skou, chimist danez, laureat Nobel (n. 1918)
- 2022: Bujar Nishani, politician albanez, președinte al Republicii Albaneze (2012–2017), (n. 1966)
- 2022: Yves Piétrasanta, politician francez (n. 1939)

## Sărbători

### Calendar creștin ortodox
- Sf. Ierarh Nichita Mărturisitorul, Episcopul Calcedonului (calendar ortodox)
- Sf. Mc. Eladie și Eliconida

### Calendar greco-catolic
- Sf. M. Eutihie; Sf. Beda Venerabilul

### Calendar romano-catolic
- Sf. Gherman de Paris; Fericitul Stefan Wyszyński, arhiepiscop († 1981)

### Sărbători laice
- Azerbaidjan: Ziua Republicii (1918)